# متسانيتست
متسانيتست (بالإنجليزية: Metsanneitsyt)‏ «الغاية العذراء» روح أنثى في الأساطير الفنلندية تغوي الرجال لمضاجعتها وهي جميلة من الأمام لكنها مجوفة من الظهر أشبه بجذع الشجرة المجوف.